# Càrn Dearg (Oban)
Pour les articles homonymes, voir Càrn Dearg.
Le Càrn Dearg est une montagne du Royaume-Uni située en Écosse, au sud d'Oban. Il est entouré par le loch Scammadale au nord avec sur ses rives la localité de Bragleenmore au nord-est, le Beinn Chapull au nord-est, le loch Avich au sud-est et le loch Tralaig au sud. La route A816 reliant Oban à Lochgilphead passe à son pied à l'ouest. La montagne aux formes arrondies et culminant à 437 mètres d'altitude est couverte de pelouse et de lande.